# 田代政
田代政（日语：田代 まさし，1956年8月31日—）出生於日本佐贺县唐津市，在东京新宿区成長，暱稱是「马西」（マーシー）。

## 生平

### 出道前
日本警察廳指定暴力團住吉會第六任總裁西口茂男為母方的小叔，但田代在生母娘家佐賀縣出生不久後，生父因此與經營之連鎖餐廳女員工搞外遇，導致雙親離婚，田代的監護權由生母取得，小學畢業前由生母單獨帶大。而生母除了顧田代之外還有大夜班工作，留守期間將其交給房東照顧，直到幼兒園畢業。上小學後，田代母子相依為命，搬到新宿區百人町居住。
田代上初中後，生母再婚，不久後因故離開生母，便回到生父身邊與生父與繼母居住。而生父與繼母的生活素質不良，常一同接觸菸、酒、稀釋劑，甚至不時在新宿的電影院徘徊。
後來有轉學至杉並區某間中學。1972年4月，就讀芝浦工業大學附屬第一高等學校機械系，同年11月提前獲得小型車駕照，開始騎機車。上高中不久後，認識同校素質不良的好友鈴木雅之。
鈴木跟田代都是靈魂樂的愛好者，兩人從此開始有了交集。田代因不太熟悉與生父共同生活，而常拜訪鈴木家，鈴木的母親表示兒子也有一些不良經驗，包括吵架、暴走族、獵豔、跑夜店及傷害事件等等，因此常被拘留在警察局。而鈴木當時也受到某部電影的美式音樂影響，有組這種和聲團體的想法，因此高校輟學。後來在父親工廠工作時，常利用空檔練習和聲與舞蹈，田代受此事影響，也考慮加入鈴木一方。
1975年3月，高中畢業，田代開始熱衷於汽車，甚至三個月以來常常換車，因此同年6月，與生父發生嚴重口角衝突，離家出走。不久後與鈴木等人組團「香奈兒」，並在團員久保木博之的建議下，一同到加油站工作，並住在其公司的宿舍，途中也獲得大型車駕照。三年後轉職卡車司機，而香奈兒正式出道後，田代也繼續擔任專用司機。

### 出道後、老鼠與星
1980年4月，與鈴木雅之、佐藤善雄、桑野信義等十人組成的「香奈儿」正式出道，首張單曲「Runaway」出道時就有110萬張銷售量。但是同年7月，其中五位團員（久保木、桑野、新保、山崎、須川）有猥褻行為並違反青少年保護育成條例，因此移送檢控官的辦公室接受調查，整個團體暫停活動半年。
此後，法國高級品牌香奈兒老闆出面表示，雖然他們的歌後來成了其品牌之廣告曲，但是風格不符給予批評。因此1983年，團體改名「老鼠與星」，曲調也有所變化，其中「最好的十個」（ザ・ベストテン，The Best ten）等的歌謠節目在日本家喻戶曉。此外，田代亦曾經單獨發行過「新島之傳說」唱片，歌手小泉今日子演唱的歌曲中，田代亦擔任不少作詞。1985年4月，田代與圈外女性結婚。

### 冷笑话之帝王
1986年，他被漂流者（ドリフターズ，Drifters）之志村健挖掘出喜劇天分，進入喜劇界成為演員。他主演的喜劇滑稽感往往並不來自言語，所說的笑話有一種冷場的特別效果，因此被稱為「冷笑話之王」（ダジャレの帝王），「小道具之天才」（小道具の天才），他手上幾個常態節目與代言大企業的電視廣告演出都很受歡迎。出版了自傳和展現笨拙的笑話語錄著作，也代言冠上己名的红白机游戏软件「田代的魔界冒险」（田代まさしのプリンセスがいっぱい）發售，也從事電影導演工作，表現非常活躍且豐富多彩。

### 形象破滅、首度逮捕
之后，他因为被发现于东京目黑区内的东急东横线都立大学站利用手提摄录机偷拍女性的裙下春光，而在2000年9月24日被移送往检控官的办公室接受聆讯调查。结果他被判罚5万日圓。同年10月4日，田代在新闻发布会上被问及当时为甚么要那样做时，他回答说“因为当时我打算制作一套名为‘在迷你裙内出现的章鱼’（ミニにタコができる）的卡通影片”（参看 （页面存档备份，存于））。但其实，他是利用了日语里“耳朵”和“迷你裙”的简称（ミニ）的发音近似，以及在日语里可以理解成为“章鱼”或“鸡眼”的意思。所以，他的言下之意，其实就是说：“有关这件事的问题我听得太多了，听得我的耳朵也起疹了。”这个言词成为了当时的嘲笑流行语。同时，田代的犯罪行為被新闻等媒體播報之後，日本全国各地的小初级中学生，對於偷窺行為就會以田代的事件來揶揄（你是田代、田代啦）。由於这个缘故，迫使他要休止所有演藝活动。此后，田代公開解釋他的行為是“要使迷你裙从这世上消失”（ミニスカートを抹殺したい）。

### 二度逮捕、契約解除
2001年12月9日，田代在東京大田區北千束以偷窺男性公司職員浴室被逮捕，途中肇事逃逸，後來被受害者抓住，田代叫喊了「饒了我，那是誤解」。兩天過後，由於持有安非他命而再次被逮捕，同日，田代所屬的演藝公司MTM製作宣布解雇田代。當長期的搭擋志村健聽說這件事時，回應：「這個人做了最糟糕的事，應該要滾出演藝圈」。2002年1月，在富士電視台播映的電視節目中，包括新春特別節目以及「志村健之傻瓜殿下」等等，凡是有田代的畫面全被剪掉重製，電視台事後回應：「今後不考慮找他演出了」。

### 三度逮捕、首度服刑
2004年9月20日，田代非法持有八公分蝴蝶刀、安非他命被警方臨檢逮捕，後在2005年2月7日，因兩次持安非他命，被判刑3年6個月，途中與妻子簽字離婚。2008年6月假釋。

### 四度、五度逮捕
日本《產經新聞》報導，2010年9月16日凌晨1點40分，田代和50歲的女性友人駕駛BMW轎車在橫濱紅瓦公園停車場內看夜景，警方臨檢時，在車內的布製面紙袋中查獲古柯鹼，將他逮捕。他在警局偵訊坦承吸毒，表示毒品是3個半月前向DJ友人購得。10年來多次觸法，出獄後曾向好友兼恩師志村健下跪請罪，卻始終未戒掉毒癮。如今又沾毒，日本網友斷言，他的事業和人生都「玩完了」。

### 二度服刑
2011年7月1日因長期服毒遭求處有期徒刑3年6個月，2014年7月2日獲得假釋。2015年2月20日本人在網誌上謝罪，表示往後會戒毒。並在同年3月18日著書「マーシーの薬物リハビリ日記」。

### 2018年活動再開
2018年，開始在個人Twitter發表近況。

### 2019年攜毒被捕
2019年11月6日在澀谷街上攜帶安非他命，以現行犯身分被逮捕，住所同時也被起出毒品。警方表示，長期跟監田代政，他從8月23日在宮城縣塩釜市的旅館住宿時，就一直攜帶毒品。甚至12月25日發現自宅藏有大麻和覺醒劑，遭到起訴。
原定2020年8月6日入獄，但是兩天前因為失去意識而入住東京都的某間醫院，導致收監延期。入院檢查時其血糖值已高達670（正常範圍是70-100），因糖尿病惡化導致膝下疼痛及視力退化，直到情況穩定才配合收監而出院。後因嚴重特殊傳染性肺炎疫情，再次收監延期。同年11月正式收監，2022年10月27日獲得假釋。
2024年3月15日，前妻病逝，其子田代哲也21日在Instagram發表動態。

## 演出作品

### 電視
- 1987年《志村大爆笑》

### 電影
- 1999年《超人力霸王蓋亞_超時空之大決戰》飾 玩具店老闆